# Muhammed Bashir Ismail ash-Shishani
Muhammad Bashir Ismail ash-Shishani (en árabe: محمد بشير اسماعيل الشيشاني‎, romanizado: muhamad bashir asmaeil alshiyshaniu, nacido en 1933 en Zarqa, Jordania) es un estadista jordano y general de división del Ejército Real de Jordania. Bashir también es exministro de Agricultura de Jordania y alcalde de Amán. Es de ascendencia chechena.

## Biografía
Muhammed nació en la ciudad de Zarqa, Jordania en 1933.
Muhammed Estudió asuntos militares en Pakistán. En 1963 creó la primera unidad de paracaidistas de Jordania. En 1964 se unió al comando árabe unido en Egipto. Fue ascendido al mando de una brigada de infantería. A mediados de la década de 1960, Bashir creó la primera unidad de seguridad militar y luego se convirtió en el Director de Inteligencia Militar de Jordania.
En 1971 estuvo al mando de Task Force (Fuerzas Especiales). En la serina de la década de 1970, continuó su formación militar en el Royal Defense College de Londres y un año después se convirtió en subjefe de Estado Mayor, tras ser nombrado general de brigada. En el mismo año se fue de licencia, por su propia voluntad.
Muhammad Bashir al-Shishani ha ocupado muchos puestos importantes durante su carrera. Además de los cargos de Ministro de Agricultura y Alcalde de Amán, encabezó la inteligencia militar de Jordania, las tropas de infantería, el sindicato de veteranos militares entre otros cargos.